# Fruit agrégé
Ne doit pas être confondu avec fruit composé.

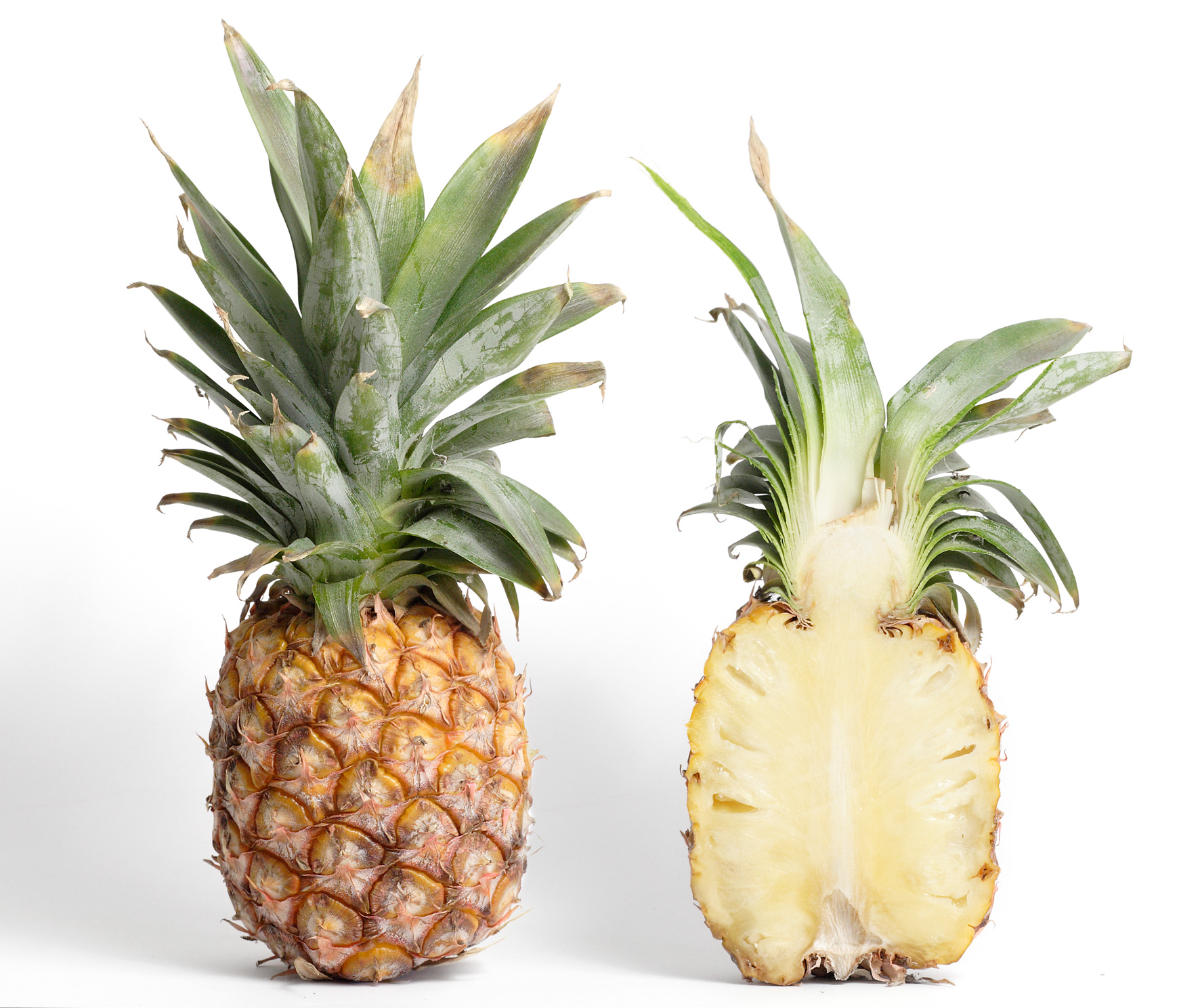
L'ananas est un fruit agrégé constitué de plusieurs baies soudées.

Un fruit agrégé, ou fruit aggloméré, est un fruit formé par la fusion de fruits issus de fleurs étroitement groupées.
Les botanistes distinguent parfois le fruit agrégé qui provient de la fusion des monocarpes issus d'ovaires de fleurs étroitement groupées, et le fruit composé issu des carpelles soudés d'un même pistil.
Lorsqu'il y a transformation d'une ou de plusieurs pièces florales autre que le pistil, à la suite de la fécondation, le fruit agrégé est un faux-fruit.